# Олігопептиди

Трипептид (приклад Val-Gly-Ala) з позначеним
зеленим кольором амінокінцем (L-Валін) і позначеним
синім кольором карбоксильним кінцем (L-Аланін)

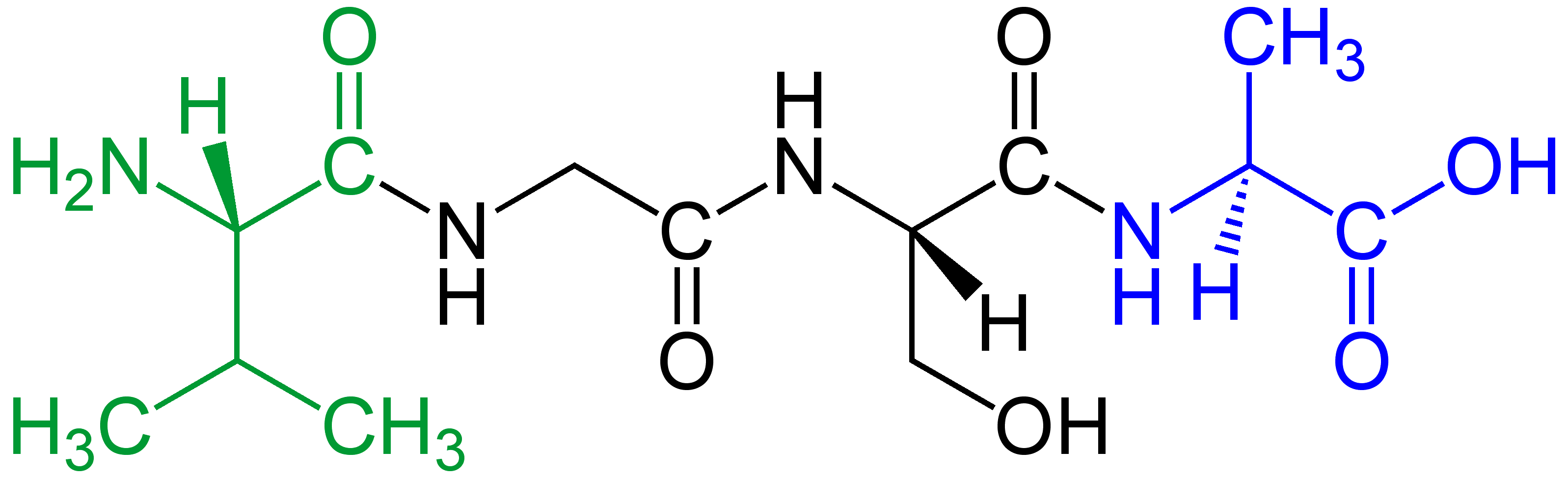
Тетрапептид (приклад Val-Gly-Ser-Ala) з позначеним
зеленим кольором амінокінцем (L-Валін) і позначеним
синім кольором карбоксильним кінцем (L-Аланін)

Олігопептиди (англ. oligopeptides) — пептиди, які складаються з від 2 до 20 (oligo-, «декілька») амінокислот та можуть включати дипептиди, трипептиди, тетрапептиди, пентапептиди тощо. Деякі з основних класів природних олігопептидів включають аеругінозини, ціанопептоліни, мікроцистини, мікровірідини, мікрогініни і цикламіди. Найкраще вивченими є мікроцистини через їхній потенційний токсичний вплив на питну воду. Огляд деяких олігопептидів показав, що найбільшим їх класом є ціанопептоліни (40.1 %), а після них — мікроцистини (13.4 %).

## Утворення
Класи олігопептидів продукуються синтазами нерибосомальних пептидів (NRPS), окрім цикламідів і мікровірідинів, які синтезуються рибосомним шляхом.

## Приклади
Прикладами олігопептидів є:
- Аманітин
- Церулетид
- Глутатіон
- Лейпептин
- Нетропсин
- Пепстатин
- Фалоїдин
- Тепротид